# Улановас, Эдгарас
Эдгарас Улановас (лит. Edgaras Ulanovas); род. 7 января 1992 года в Каунасе, Литва) — литовский профессиональный баскетболист, играющий на позиции лёгкого форварда.

## Карьера
С 2008 года выступал за различные литовские команды. С 2014 года — игрок «Жальгириса». 25 апреля 2014 года вместе с Дмитрием Кулагиным был признан лучшим молодым игроком сезона Единой лиги ВТБ. В 2017 году стал MVP Кубка короля Миндаугаса, а также лучшим игроком Финала чемпионата Литвы.

## Сборная Литвы
Улановас начал выступать за сборную Литвы с 2008 года, когда принял участие в чемпионате Европы для юношей не старше 16 лет. В 2010 году выступал на турнире для юношей не старше 18 лет, в 2011 — в чемпионате мира для юношей не старше 19 лет, где его команда завоевала золотые медали. На европейском первенстве 2012 года для юношей не старше 20 лет также выиграл золотую медаль и попал в сборную турнира.
В 2015 году Улановас начал привлекаться в расширенный список кандидатов в национальную сборную Литвы, которую на тот момент возглавлял Йонас Казлаускас. Однако позднее его перестали вызывать в тренировочный лагерь. В следующем году игрок попал в тренировочный лагерь, а также сразу же был включён в состав сборной для выступлений на Олимпийских играх 2016 года.

## Достижения

### Клубные
- Лучший молодой игрок Единой лиги ВТБ : 2014
- Обладатель Кубка Литвы : 2015
- MVP финала Кубка Литвы : 2015
- Участник Матча всех звёзд чемпионата Литвы : 2015
- MVP финала чемпионата Литвы : 2017
- Чемпион Литвы 4: 2015, 2016, 2017, 2018
- Обладатель Кубка короля Миндаугаса 2: 2017, 2018
- Лучший игрок Кубка короля Миндаугаса 2: 2017, 2018

### Международные
- Чемпион Европы среди юниоров (U-16) : 2008
- Чемпион Европы среди юниоров (U-18) : 2010
- Чемпион мира среди юниоров (U-19) : 2011
- Чемпион Европы среди юниоров (U-20) : 2012